# Campo de Perizes
O Campo de Perizes é uma extensa planície flúvio-marinha, com campos halófilos de várzea, localizada entre as cidades de São Luís, Bacabeira e Rosário, na região do Golfão Maranhense.

## Características geográficas
A região do Golfão e da Baixada Maranhense foi moldada por movimentos sucessivos de transgressão e regressão marinha ao longo de milhares de anos.
O Estreito dos Mosquitos separa a ilha de Upaon-Açu do continente e conecta as Baías de São Marcos e São José/Arraial. Sobre ele, foram construídas a Ponte Marcelino Machado, composta por uma ponte de entrada e outra de saída; a Ponte Metálica Benedito Leite, pertencente à Ferrovia São Luís-Teresina; a ponte duplicada da Ferrovia Carajás; e a ponte metálica que sustenta a adutora do Italuís, que leva água do rio Itapecuru para a cidade de São Luís.
O litoral maranhense é marcado pela presença de manguezais, uma formação vegetal de porte arbóreo ou arbustivo, adaptada a terreno pantanoso, submetida à influência direta das marés e da salinidade. É adaptado ao ambiente salobro, na desembocadura de rios no mar, onde cresce uma vegetação especializada, e com rica variedade de espécies aquáticas. 

Em áreas contíguas ao mangue, especialmente na região do Golfão Maranhense, existem extensas áreas planas, sujeitas ao alagamento periódico e com estrato predominantemente herbáceo, localmente chamadas de Campo de Perizes. Algumas das espécies existentes são: o piri ou piripiri (Cyperus giganteus), que teria dado origem ao nome do lugar; a aturiá (Machaerium lunatum); a canarana (Panicum spp); além de juncos da família das cineráceas.

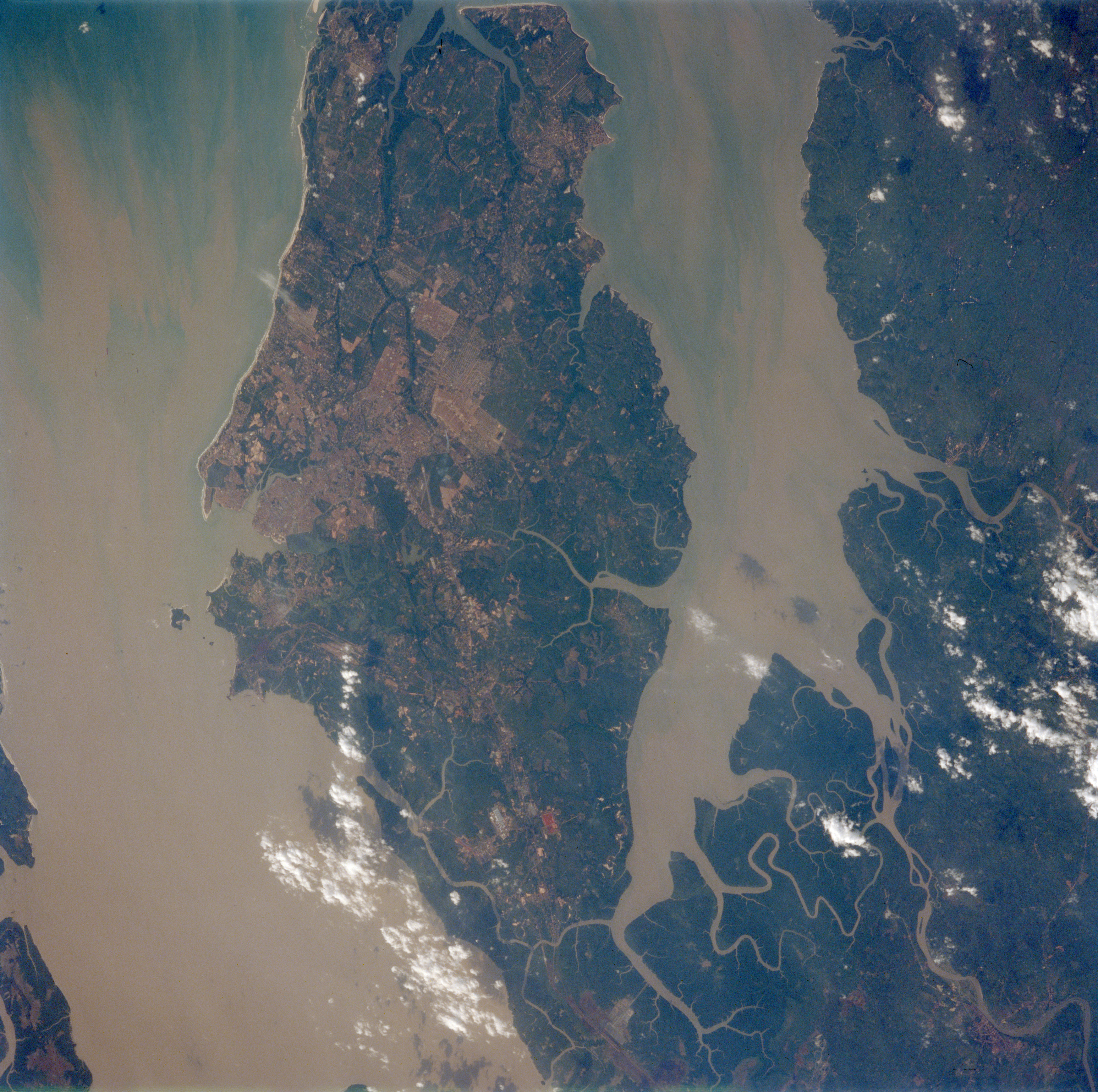
A Ilha de Upaon-açu, separada da cidade de Bacabeira pelo Estreito dos Mosquitos. O Campo de Perizes fica ao sul da ilha.

O rio Perizes banha a região, que também fica próxima da foz do rio Itapecuru (à leste) e a do rio Mearim (à oeste). Alguns inserem o Campo de Perizes no âmbito da Baixada Maranhense.
Em maio de 2018, entrou em operação a Nova Adutora do Italuís, que envolveu a substituição de 20 quilômetros de tubulação na região do Campo de Perizes. O Sistema Italuís foi implantado em 1982 e abastece 60% das casas da capital maranhense. O desgaste causado pelo tempo foi uma das principais causas dos constantes rompimentos da adutora ao longo dos anos, agravados em razão da salinidade existente no local, favorecendo o acelerado processo de corrosão. A Nova Adutora representa um aumento de 30% de vazão da água. 

## Proteção Ambiental
Foi instituída a APA Estadual de Upaon-Açu-Miritiba-Alto Preguiças, com objetivo de preservar a região, bastante afetada pela antropização, com discussões a respeito da criação de novas unidades de conservação.

## Duplicação da BR-135

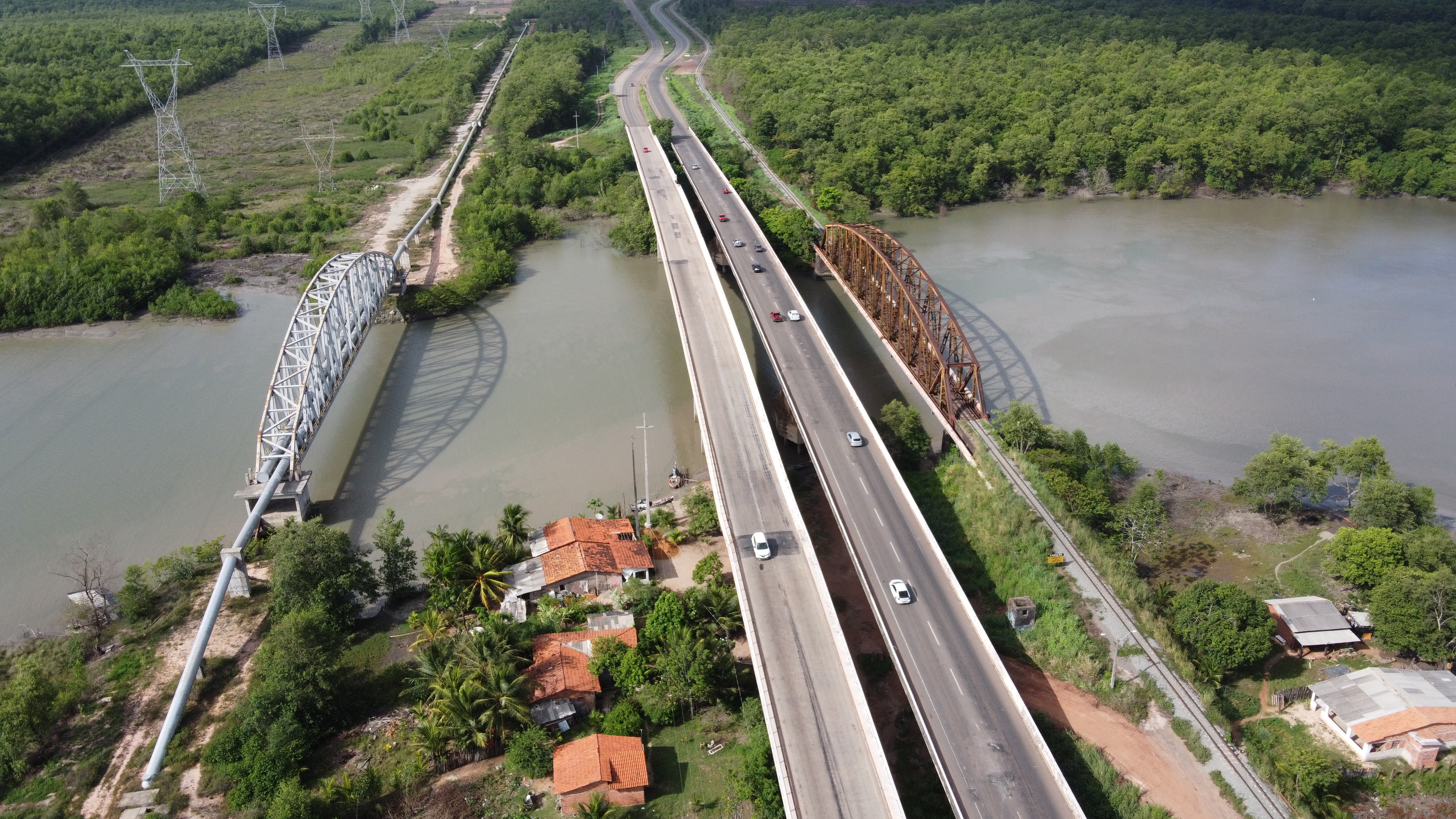
Acesso à ilha de Upaon-açu pelo estreito dos Mosquitos: da esquerda para a direita, a ponte metálica que sustenta a adutora do sistema Italuís, a ponte Marcelino Machado e a ponte metálica Benedito Leite.

O campo é atravessado pela rodovia BR-135 (Km 25 a Km 51,3), o único acesso rodoviário à capital do estado, com o tráfego de mais de 25 mil veículos por dia, permitindo o acesso ao complexo portuário de Itaqui e Ponta da Madeira.
Em 2018, foi concluída a sua obra de duplicação entre São Luís (Estiva, Km 25) e Bacabeira, considerado um de seus trechos mais perigosos e com mais acidentes, em um total de 26 km. A obra envolveu a construção de um viaduto em Bacabeira (Km 51), permitindo o acesso à cidade de Rosário, no entroncamento com a BR-402, porta de entrada para Barreirinhas e os Lençóis Maranhenses.
As obras no trecho, iniciadas em 2012, custaram R$ 503 milhões.
A intervenção foi considerada complexa, em razão do solo mole e sujeito a alagamentos, principalmente no Campo de Perizes. A engenharia rodoviária envolveu a utilização de tecnologia para o melhoramento do solo com colunas de brita a cada 2 metros, com profundidade entre 5 e 18 metros, ao longo de quase 18 km, utilizada pela primeira vez, no Brasil, em um trecho de grande extensão. Além disso, foi feita realocação dos trilhos da ferrovia São Luís-Teresina e da adutora do sistema Italuís que margeavam a rodovia. 
A obra tem continuidade e deve se estender até a cidade de Miranda do Norte, em mais duas etapas. No lote 2, com 44,6 km, a duplicação irá de Bacabeira até o povoado Outeiro (popularmente conhecido como Entrocamento, em Itapecuru-Mirim, na ligação com a BR-222). O lote 3, com 31,7 km, vai do povoado Outeiro até Miranda do Norte. 
Em maio de 2020, foi iniciada a restauração de um trecho de 16 km entre São Luís e Bacabeira (Km 25 a Km 42) em razão de problemas críticos no asfalto. As obras foram concluídas em dezembro de 2021 e custaram R$ 42 milhões.
Em maio de 2023, estavam liberados 16 km de trecho duplicado entre as cidades de Bacabeira e Santa Rita (km 51 ao km 67), referentes ao lote 2, ao custo de R$ 54 milhões. O DNIT ainda estava em fase de estudos de impactos ambientais e sociais para realização de obras do lote 3 até Miranda do Norte (lote 3). As obras do lote 3 iniciaram em setembro de 2024, com previsão de entrega em 2026.
Alguns dos povoados existentes ao longo da rodovia e beneficiados pela duplicação são Perizes de Baixo e Perizes de Cima, ambos localizados em Bacabeira.

## Ver Também
Estreito dos Coqueiros
Ilha de Tauá-Mirim